# Psicoterapia cognitiva post-razionalista
La psicoterapia cognitiva post-razionalista è una forma di psicoterapia che aiuta il paziente a riconoscere, capire e concettualizzare la propria “coerenza di significato personale”, partendo dalla comprensione di come la persona sperimenta il suo modo di essere.
(Vittorio Guidano, Psicoterapia cognitiva postracionalista y ciclo de vita individual)
Da questo punto di vista, la psicoterapia post-razionalista non ha come obiettivo che il paziente raggiunga dei criteri di verità più adeguati o che modifichi le proprie convinzioni irrazionali (come accade invece nella psicoterapia cognitiva tradizionale di Beck e di Ellis), ma ha l'obiettivo di allargare la "trama narrativa" del paziente, consentendogli di autoriferirsi l'esperienza immediata di cui non è consapevole, riconoscendo e aggiustando delle discrepanze tra l'immagine cosciente di sé (espressa tramite il linguaggio) e l'esperienza immediata (vissuta per mezzi delle emozioni). Un aspetto fondante dell'approccio post razionalista alla psicoterapia è la ricerca e la comprensione di come l'individuo, in seguito alle esperienze emotive in fase evolutiva, "costruisca" i significati personali autoreferenzialmente in base ai quali verranno esperiti stati mentali ed emozioni.
L'obiettivo finale dell'intervento terapeutico è quello di arrivare ad una riarticolazione del significato personale rispettando la coerenza emotivo-cognitiva ed i temi narrativi che sostengono il senso di continuità e di permanenza nel tempo, caratteristici dell'identità umana. Questo implica non soltanto la scomparsa dei sintomi, ma anche la crescita della coscienza di come si crei l'autoconoscenza personale: come si presenta, come si riconosce, come si spiega e crea delle attribuzioni.

## La dialettica tra Io e Me
Secondo le teorie post-razionaliste, la consapevolezza di sé nasce in un processo circolare tra l'Io che sperimenta e agisce (l'Io), e l'Io riflessivo (il Me) che osserva e valuta. Ogni conoscenza è sempre il risultato di una interpretazione derivante da un processo continuo di regolazione reciproca tra l'esperire (l'Io) e lo spiegare (il Me) che ha come fine il raggiungimento di un significato articolato che garantisca un senso di continuità e di unicità.
L'esperienza immediata caratterizza un primo livello di esperienza della realtà, immediato e per lo più inconsapevole: essa è costituita da ciò che si prova (sensazioni, percezioni, immagini scarsamente consapevoli e poco elaborate), e da come lo si prova (emozioni), nello stesso momento in cui l'esperienza è vissuta dall'individuo. Questo continuo fluire dell'esperienza immediata è connesso strettamente con il processo di ordinamento e interpretazione della realtà, viene riferito dal soggetto all'esterno e vissuto come se fosse un'esperienza “oggettiva” universalmente condivisa e valida. La spiegazione dell'esperienza (il Me) rappresenta invece un secondo livello di esperienza, più elaborato e complesso: essa costituisce una elaborazione logico-razionale dell'esperienza immediata appena vissuta che viene elaborata dall'individuo in modo da renderla coerente con altre esperienza precedentemente vissute (immagazzinate nella memoria) e quindi con il senso di sé e del mondo che il soggetto si è costruito. Essa corrisponde alla spiegazione che il soggetto si dà circa il perché è accaduta, si è fatta o si è detta qualche cosa, spiegazione che tuttavia non è esente da pattern di autoinganno che hanno lo scopo di mantenere accettabile il livello di autostima del soggetto e la coerenza con il proprio senso di sé.
La coerenza del senso di sé quindi è data dalla continua e reciproca interazione tra l'esperire e lo spiegare, tra il fare l'esperienza e l'interpretare l'esperienza appena fatta, dall'analizzare, valutare e autoriferirsi il continuo flusso nel tempo di sensazioni, percezioni, immagini ed emozioni, riordinandole e integrandole sempre in maniera coerente con il senso di sé.
Come afferma Guidano (1987): "il flusso multiforme e mutevole dell'esperienza in entrata viene confrontato con le configurazioni mentali costituite dagli assetti ideo-affettivi memorizzati, che agiscono come schemi di riferimento, per cui nel ciclo di vita viene operata una costante messa a fuoco per contrasto, che consente di differenziare nuove tonalità emotive e ulteriori rielaborazioni cognitive, sulla base del livello di consonanza o discrepanza rispetto a tali schemi". Questi schemi di riferimento sono classificati da Guidano in quattro principali organizzazioni, dette "organizzazioni di significato personale".

## Le organizzazioni di significato personale
Per organizzazione di significato personale si intende il modo con cui ogni individuo organizza tutte le possibili tonalità del proprio dominio emotivo in una configurazione unitaria in grado di fornirgli una percezione stabile e definita di sé e del mondo. Una configurazione unitaria di schemi interpersonali, perché dalle relazioni interpersonali ha la sua origine, e che comprende tutti gli aspetti sensoriali, affettivi, motori e neurofisiologici sui quali si basa il senso di continuità, di permanenza e unità di sé e della realtà. In altre parole, il concetto di organizzazione di significato personale si riferisce a come l'individuo organizza le perturbazioni che nascono dal suo ambiente intersoggettivo e le trasforma in informazioni significative per il suo ordine interno dentro una cornice di coerenza.
Il significato personale di cui parla Vittorio Guidano è innanzitutto una conoscenza emotiva, immediata e tacita della realtà, che solo in un secondo momento diventa conoscenza esplicita, concettuale. Inoltre l'organizzazione di significato personale deve essere intesa come un processo e non come un'entità in sé stessa, nel senso che non è caratterizzata da un contenuto particolare di conoscenza ma è caratterizzata dalla forma, dalla modalità e dalla maniera di processare la conoscenza. Guidano ha individuato quattro principali organizzazioni di significato personale, derivandole dalla combinazione delle emozioni basilari (le basic feelings descritte da Tomkins, Izard, e successivamente Magai), sottolineando il fatto che sono soltanto classificazioni teoriche che si trovano in misura diversa in ogni persona e che servono all'osservatore (e in particolare allo psicoterapeuta nella pratica clinica) per trovare una cornice di senso entro la quale indirizzare un intervento terapeutico.
Le organizzazioni individuate sono:
- Organizzazione di significato personale depressiva (DEP): può essere definita come la tendenza di un individuo a rispondere agli eventi di vita generalmente con scetticismo o sfiducia, come conseguenza della costruzione di significato di questi eventi in termini di perdita, di disillusione o d'insuccesso. Il significato personale è qui centrato sul senso di solitudine ed è organizzato in un circuito ricorrente di schemi emozionali che oscillano tra lo scetticismo e la rabbia; successivamente, l'ordinamento esplicito o cosciente si configura in un'immagine negativa di sé e in una attribuzione interna, globale e stabile.
- Organizzazione di significato personale fobica (FOB): può essere definita come la tendenza di un individuo a rispondere agli eventi di vita generalmente con paura, come conseguenza della costruzione di significato di questi eventi in termini di pericolo. Tutto ciò che è nuovo è visto come pericoloso, e ciò porta l'individuo ad una percezione del mondo come pericoloso e ad una percezione di sé stesso come insicuro in questo mondo, che non può affrontare il mondo senza una figura protettiva.
- Organizzazione di significato personale ossessiva (OSS): è caratterizzata fondamentalmente dall'elaborazione di un senso di sé ambivalente e dicotomico, nel quale l'esperienza immediata è vissuta in due dimensioni simultanee orientate in senso antitetico, un'immagine positiva di sé e una negativa. Ciò porta l'emergere di pensieri, condotte e immagini intrusive e persistenti vissute come estranee da sé e che sono controllate ricercando la certezza attraverso il dubbio sistematico.
- Organizzazione di significato personale dei disturbi alimentari psicogeni (DAP): è caratterizzata da un senso di sé carente oscillante e indefinito, che però si definisce soltanto quando si ha la sensazione di corrispondere alle aspettative degli altri. La persona con questa organizzazione ha un'esperienza immediata diffusa di sé, che può stabilizzare solo attraverso criteri esterni che sono il giudizio e le aspettative degli altri.

## Il cambiamento terapeutico
Da una parte quindi vi sono alcune modalità di base che si stabilizzano precocemente e che permangono sostanzialmente costanti durante il ciclo di vita, entro le quali l'esperienza viene riferita a sé e trasformata in costruzione attiva di un significato personale (“chiusure tacite”); dall'altra, esistono infinite aperture strutturali che realizzano l'unicità di ciascun individuo e che ne consentono le diverse espressioni maturative nel ciclo di vita (“aperture strutturali”). Il cambiamento terapeutico avviene attraverso un processo di riordinamento dell'interfaccia tra conoscenza tacita ed esplicita, da un lato, e tra invarianza legata alla propria chiusura organizzazionale tacita e variabilità processuale consentita dalle aperture strutturali esplicite, dall'altro lato.
Questo processo consente una maggiore consapevolezza da parte del soggetto del proprio peculiare modo di esperire la realtà (l'Io) e di dare significato all'esperienza (il Me), e, di conseguenza, una gestione più adattiva delle proprie attivazioni emozionali. Le emozioni (esperienza immediata) quindi costituiscono il fulcro della psicoterapia post-razionalista, che in questo senso supera la concezione del dominio da parte della sfera razionale su quella emotiva, perché, come afferma Guidano: “Le emozioni cambiano le emozioni e i pensieri cambiano i pensieri”.

## La psicoterapia cognitiva Post-Razionalista in Italia
In Italia sono diverse le scuole di psicoterapia che trovano nel cognitivismo post-razionalista il modello principale di riferimento teorico e che portano avanti il pensiero di Guidano confrontandosi costantemente con altre correnti di pensiero di tradizione diversa e con gli apporti derivanti da altri settori della ricerca scientifica (neuroscienze, biologia, etologia, intelligenza artificiale etc).